# Henri L. Sudre
Henri L. Sudre ( * 12 de enero de 1862 - 4 de diciembre de 1918) fue un botánico y pteridólogo francés.

## Biografía
Fue profesor de colegios de Albi, y fue a partir de 1904, en Toulouse. Sus trabajos científicos se concentraron sobre los dos géneros, a menudo considerados como los más difíciles de la flora francesa : las zarzas (Rubus, de la familia Rosaceae) e Hieracium, de la familia de Asteraceae.
Henri Sudre fue autor de una monografía de zarzas de Europa: Rubi europae, de 1908-1913, libro que describe varios miles de taxones, de las cuales percibe en 1914 el "Premio de Coincy" otorgado por la Société Botanique de France.
Su herbario general, en primera instancia conservado en Agen (Lot y Garona), y luego conservado desde 1947 en la Universidad de Toulouse; mientras que sus herbarios especiales de Hieracium, y de Rubus, que contiene muchos tipos se mantienen en el Jardín Botánico de Burdeos. Otros tipos también están presentes en los herbarios de los muchos que revisó, en especial los de los botánicos franceses Alexandre Boreau, Gaston Genevier, Julien-Victor de Martrin-Donos, Philippe-Jacques Müller y del abate Questier.

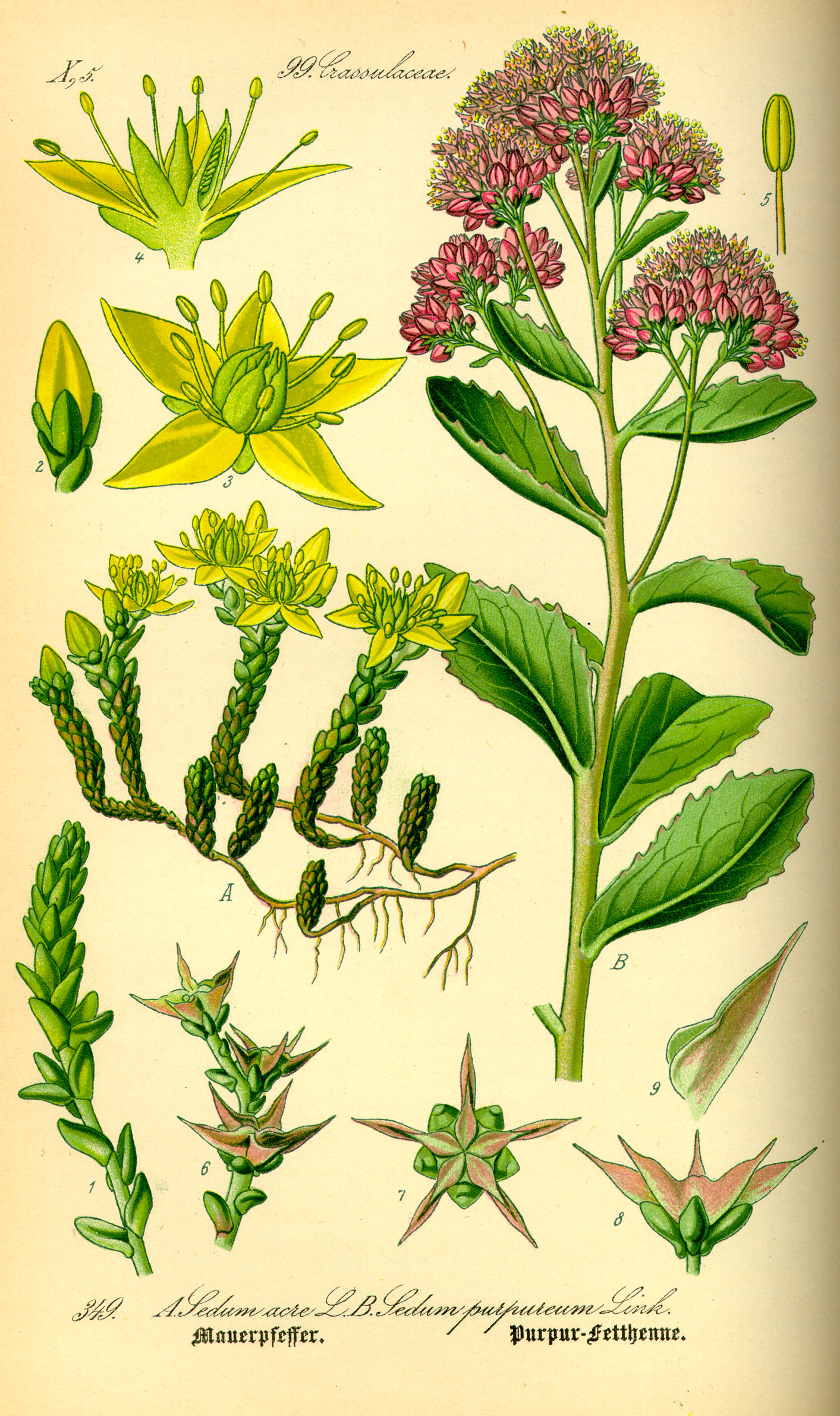
Sedum telephium, en Otto Wilhelm Thomé: Flora von Deutschland, Österreich und der Schweiz 1885, Gera, Alemania

## Algunas publicaciones
- 1898 – Rubus amplifoliatus in Bull. Assoc. Pyrén. Échange Pl. 8: 204
- 1898-1903 – Excursions batologiques dans les Pyrénées ou description et analyse des Rubus des Pyrénées françaises in Bull. Assoc. Franç. Bot. 1: 69-92 ; 2: 1-9, 202-207, 253-254, 273-280 ; 3: 21-23, 38-41, 58-64, 86-89, 97-102, 132-135, 150-153, 199-208 ; 4: 3-10, 73-78, 154-158, 228-238, 292-295 (1989-1901) ; 5: 33-36, 151-161, 202-216, 239-240 (1902) ; 6: 183-219 ; in Bull. Acad. Int. Géogr. Bot. 12: 57-96, 540-552, 585-598 (1903) ; Version numérique sur University of Chicago Librairy (1898), (1899), (1900), (1901), (1902), sur Biblioteca Digital del Real Jardín Botánico (Bull. Acad. Int. Géogr. Bot. 1903). Archivado el 7 de noviembre de 2014 en Wayback Machine. También reimpreso por separado, con addenda
- 1899 – Rubus pulverulentus in Bull. Assoc. Pyrén. Échange Pl. 8: 243
- 1899 – Rubus sabulosus, Rubus argillaceus in Bull. Assoc. Pyrén. Échange Pl. 9: 6
- 1899 – Révision des Rubus de l'herbier du Tarn de De MARTRIN-DONOS in Bull. Soc. Bot. France 46: 81-100.Versión en Botanicus
- 1902 – Rubus cruentiflorus, Rubus vicarius, Rubus evagatus in Bull. Assoc. Pyrén. Échange Pl. 12: 9-10
- 1902 – Les Rubus de l'herbier BOREAU in Bull. Soc. Études Sci. Angers, n.s. 31: 51-154 (+errata) ; también reimpreso por separado. Versión en Tela Botanica
- 1902 – Les Hieracium du centre de la France d'après les types de JORDAN et de BOREAU in Rev. hist. sci. litt. Dépt. Tarn 19: 77-124 et 211-258 ; también reimpreso por separado. Versión en Internet Archive
- 1903-1917 – Batotheca europaea 1: 1-16 (1903) ; 2: 17-35 (1904) ; 3: 37-48 (1905) ; 4: 51-62 (1906) ; 5: 63-74 (1907) ; 6: 75-84 (1908) ; 7: 85-92 (1909) ; 8: 93-100 (1910) ; 9: 101-107 (1911) ; 10: 109-116 (1912) ; 11: 116-122 (1913) ; 12: 123-129 (1914) ; 13: 131-137 (1915) ; 14: 139-145 (1916) ; 15: 147-153 (1917) ; se distribuyen hojas de herbario en gran número (centurias) para imprimir las etiquetas de valor de la publicación científica
- 1904 – Rubus valdebracteatus in Bull. Assoc. Pyrén. Échange Pl., 14: 7
- 1904 – Un bouquet de ronces bretonnes in Bull. Soc. Études Sci. Angers, n.s. 33: 1-20 ; también reimpreso por separado. Versión en Tela Botanica
- 1904 – Observations sur 'Set of British Rubi' in Bull. Soc. Études Sci. Angers, n.s. 33: 106-145 ; también reimpreso por separado. Versión en Tela Botanica
- 1904 – Contributions à la flore batologique du Plateau central de la France in Bull. Soc. Bot. France 51: 10-28 ; también reimpreso por separado. Versión en Botanicus
- 1904 – Les Rubus du Guide du botaniste dans le canton de Fribourg (Suisse) par MM. COTTET et F. CASTELLA in Mém. Soc. Fribourg Sci. Nat., Bot. 1(9): 215-222 ; también reimpreso por separado
- 1905 – Révision des Rubus de l'Herbarium europaeum de M. BAENITZ in Bull. Soc. Bot. France 52: 315-347. Versión en Botanicus
- 1905 – in Michel GANDOGER – Novus Conspectus Florae europae in Bull. Acad. Int. Géogr. Bot. 15: 221-236 ; texto que se reproduce en el libro Novus Conspectus Florae europae (en pp. 135 a 162), publié en 1910 par Michel GANDOGER Versión en la Biblioteca Digital del Real Jardín Botánico Archivado el 3 de marzo de 2016 en Wayback Machine.
- 1906 – Diagnoses de Rubus nouveaux in Bull. Soc. Études Sci. Angers, n.s. 31: 1-61 ; también reimpreso por separado. Versión en Tela Botanica
- 1906 – Observation sur deux ronces européennes in Bull. Soc. Bot. France 53(1): 45-50. Versión en Botanicus
- 1907 – Rubus majusculus in Bull. Assoc. Pyrén. Échange Pl. 17: 105
- 1907 – Florule toulousaine ou analyse descriptive des plantes qui croissent spontanément ou sont cultivées en grand dans la région sous-pyrénéenne de la Haute-Garonne avec l'indication de leurs propriétés les plus importantes, pp. 1-239, pl. 1-20
- 1908 – Sur quelques Rubus peu connus de la Flore Française in Bull. Soc. Bot. France 55: 172-180, 215-219. Versión en Botanicus
- 1908-1912 – Rubi rari vel Minus Cognati Exsiccati, fasc. 1-5 : 1-140 ; se trata de hojas de herbario distribuidas en un número relativamente pequeño.
- 1908-1913 – Rubi europae vel Monographia Iconibus Illustrata Ruborum Europae pp. 1-40, pl. 1-41 (1908); pp. 41-80, pl. 42-82 (1909); pp. 81-120, pl. 83-119 (1910); pp. 121-160, pl. 120-155 (1911); pp. 161-200, pl. 156-195 (1912); pp. 201-305, pl. 196-215 (1913); y un fragmento reimpreso en parte (« 1913 – Bréviaire du batologue) ». Versión en Tela Botanica
- 1909 – Rubi Tarnenses, ou inventaire des ronces Tarnaises, in Compt. Rendus Congr. Soc. Sav. Paris 1908: 178-235 ; también reimpreso por separado. Versión en Tela Botanica
- 1909 – Rubus in J. GODFRIN et M. PETITMENGIN – Flore de Lorraine : 139-144
- 1909 – Les Rubus de l'herbier du Jardin botanique de Tiflis in Moniteur du Jardin botanique de Tiflis ??:??
- 1910 – Rubus garumnicus, Rubus querceticola in Bull. Assoc. Pyrén. Échange Pl. 20: 4
- 1910 – Les Rubus de Belgique, inventaire et analyse in Bull. Soc. Bot. Roy. Belgique 47: 185-250 ; también reimpreso por separado. Versión en Internet Archive
- 1910 – Interprétation de quelques Rubus nouveaux de Hongrie in Bull. Soc. Bot. France 57(1): 4-10. Versión en Botanicus
- 1910 – Ronces et Roses du Laurenti et du Capsir in Bull. Soc. Bot. France 57(4): 288-295. Versión en Botanicus
- 1911-1912 – Notes batologiques in Bull. Soc. Bot. France 58: 32-37, 245-251, 273-278 (1911) ; 59: 65-70, 725-731 (1912). Versión en Botanicus (1911), (1912)
- 1911 – Les Rubus du Caucase, analyse descriptive in Moniteur du Jardin botanique de Tiflis 20: 3-19 ; también reimpreso por separado. Versión en Internet Archive
- 1911 – Reliquiae Progelianae ou révision des Rubus récoltés en Bavière, por A. PROGEL in Bull. Géogr. Bot. 21(256): 33-68. Versión en la Biblioteca Digital del Real Jardín Botánico Archivado el 3 de marzo de 2016 en Wayback Machine.
- 1912 – Les Rubus du nord de la France, ou catalogue méthodique des ronces des départements du Nord, du Pas-de-Calais, de la Somme, des Ardennes, de l'Aisne et de l'Oise; in Compt. Rendus Congr. Sav. Paris 1911: 157-194 ; también reimpreso por separado. Versión en Tela Botanica
- 1912 – Rubi Bavarici. Zusammenstellung der in Bayern beobachteten Brombeeren in Bot. Ver. Nürnberg ??:??
- 1911-1917 - Herbarium hieraciorum, fasc. 1-7 : 1-350 ; se trata de planchas de herbario distribuidas en un número pequeño
- 1912-1917 - Matériaux pour l'étude du genre Hieracium in Bull. Acad. Int. Géog. Bot. 22: 51-61 (1912), 23: 74-87 (1913), 24: 172-185 (1914), 25: 51-68 (1915), 26: 144-162 (1916), 27: 115-124 (1917) ; también reimpreso por separado. Versión en Biblioteca Digital del Real Jardín Botánico Archivado el 3 de marzo de 2016 en Wayback Machine.
- 1914-1917 – Observation sur quelques espèces de Hieracium in Bull. Soc. Bot. France 61: 121-128, 274-281, 304-310 (1914) ; 62: 97-122 (1915) ; 63: 30-38 (1916) ; 64: 35-45, 83-93 (1917). Versión en Botanicus (1914), (1915), (1916), (1917).
- 1914 – Les Rubus et les Hieracium récoltés dans la vallée d'Aran in Bull. Acad. Int. Géogr. Bot. 24: 47-49. Versión en la Biblioteca Digital del Real Jardín Botánico Archivado el 3 de marzo de 2016 en Wayback Machine.
- La abreviatura «Sudre» se emplea para indicar a Henri L. Sudre como autoridad en la descripción y clasificación científica de los vegetales.[1]